# Colpotrochia nipponensis
Colpotrochia nipponensis är en stekelart som beskrevs av Tohru Uchida 1930. Colpotrochia nipponensis ingår i släktet Colpotrochia och familjen brokparasitsteklar. Inga underarter finns listade i Catalogue of Life.